# 穆盧耶河
穆盧耶河（阿拉伯语：‎）是非洲的河流，位於摩洛哥境內，河道全長約520公里，發源自中阿特拉斯山脉，水位經常波動，最終在阿爾及利亞以西注入地中海，河水被用作灌漑農作物。